# Associazione Avvocato di strada
L'Associazione Avvocato di strada è un'organizzazione nazionale di volontariato con sede a Bologna che ha lo scopo di fornire assistenza legale e patrocínio alle persone senza dimora.
Nacque nel 2000 come progetto, per poi formalizzarsi in associazione sette anni dopo, da un'idea dell'associazione bolognese Amici di Piazza Grande, e si diffuse in altre città italiane. L'Associazione si propone di consentire un effettivo accesso alla giustizia agli emarginati, garantendo un'assistenza legale alle persone private dei loro diritti fondamentali.
La tutela legale viene fornita ed è organizzata come un vero e proprio studio legale nell'accoglienza, nella consulenza, nell'istruzione delle pratiche. Gli avvocati volontari ricevono i senzatetto direttamente presso i centri di accoglienza ed i  dormitori pubblici  dove trovano riparo i senza tetto . A Bologna, partecipano al progetto circa quaranta avvocati del Foro di Bologna, o laureati in giurisprudenza, che prestano gratuitamente a turno la propria attività. Altri 30 avvocati dello stesso Foro hanno dato la disponibilità, pur non partecipando in prima persona a tutte le attività dello sportello, a patrocinare gratuitamente (o tramite patrocinio a spese dello stato) almeno uno o due casi all'anno.
La prima emergenza che ha prodotto la nascita dell'associazione sono i problemi collegati alla residenza anagrafica: chi vive in strada a lungo finisce per perdere la residenza, perché esce dallo stato di famiglia o perché viene cancellato dalle liste compilate dall'anagrafe aggiornate costantemente. Chi non ha la residenza infatti non può votare, non può aprire una partita IVA, non può lavorare, non può iscriversi al centro per l'impiego, non può avere una casa popolare, non ha diritto ad avere accesso al Servizio Sanitario Nazionale (se non per le cure di pronto soccorso), non può richiedete il patrocinio gratuito, non può iscrivere i figli a scuola.

## Sedi
L'Associazione può contare sull'apporto di 1000 avvocati volontari ed è presente in 60 sedi sul territorio nazionale, ad Ancona, Andria, Bari, Bologna, Bolzano,Brescia, Brindisi, Cagliari, Catania, Cerignola, Cesena, Cremona, Cosenza, Fano,  Ferrara, Firenze, Foggia, Forlì, Genova, Jesi, La Spezia, Latina, Lecce, Lodi, Lucca, Macerata, Mantova, Matera, Milano, Modena, Monza, Napoli, Padova, Palermo, Parma, Pavia, Pesaro, Perugia, Pescara, Piacenza, Pistoia, Ravenna, Reggio Emilia, Rimini, Roma, Rovigo, Salerno, San Benedetto del Tronto, Siena, Siracusa, Taranto, Torino, Trieste, Treviso, Varese, Venezia, Verona, Vicenza, Villacidro, Viterbo.

## Collaborazioni
Nell'estate 2013 a Genova l'associazione ha iniziato una collaborazione con la Comunità di San Benedetto al Porto fondata da Don Andrea Gallo.

## Pubblicazioni
Dal 2003 Avvocato di strada pubblica ogni anno “Dove andare per…”, guida di Bologna per le persone senza fissa dimora, che costituisce un manuale per tutti coloro che si trovano in stato di necessità nel territorio bolognese. Il libretto tascabile fornisce indicazioni ed indirizzi utili per nutrirsi, vestirsi, lavarsi, dormire, curarsi, trovare un lavoro e per avere consulenza ed assistenza legale. La guida viene distribuita in stazione, in strada durante gli interventi nel territorio, nei luoghi di ritrovo ed in tutte le strutture che operano nell'ambito dell'assistenza e del recupero delle persone in stato di difficoltà.
Nel 2004 è stato pubblicato “I diritti e la povertà”, un libro che raccoglie i casi principali trattati da Avvocato di strada nei primi anni di attività.
Nel settembre 2007 è stato pubblicato “I diritti dei minori”, un libro sull'esperienza di Avvocato di strada e le problematiche legali legate al mondo dell'infanzia e dove vengono riportare una serie di testimonianze che raccontano vicende risolte o da risolvere, relative a minori che vivono in situazioni di forte disagio sociale.
Nel 2011 Avvocato di strada ha pubblicato “Povertà e cittadinanza”, una ricerca realizzata dall'Istituto di Ricerca e Formazione sulle Politiche Sociali IRESS dedicata alle attività portate avanti dai volontari dell'associazione presso le sedi emiliano-romagnole di Avvocato di strada.
Nel 2015 Avvocato di strada ha pubblicato “Una strada diversa. Senzatetto e persone LGBT”. La pubblicazione è uno dei risultati principali del progetto “Una strada diversa”, finanziato dalla Chiesa Valdese con i fondi per l'8 per 1000. Il progetto, realizzato in collaborazione con varie realtà del territorio, ha avuto l'obiettivo di indagare e intervenire su una nuova categoria a forte rischio di restare senza casa che è rappresentata dalle persone LGBT.

## Riconoscimenti
- Nel 2001 Avvocato di strada ha vinto il Premio Fivol come miglior progetto italiano per le persone senza dimora.[4]
- Nel 2013 Avvocato di strada ha vinto il Premio del cittadino europeo, assegnato ogni anno dal Parlamento Europeo[5][1].